# Estación de Empalme (SFM)
Empalme (en mallorquín y oficialmente según SFM Enllaç, también conocida como Son Bordils) es una estación ferroviaria situada en el municipio español de Inca, Mallorca. Está situada a 5 kilómetros de la ciudad. Su función principal no es la de prestar servicio a un núcleo urbano, si no a la red ferroviaria, siendo en esta estación donde la vía se bifurca en dos (T2 y T3), de aquí su nombre.

## Situación ferroviaria
La estación, que se encuentra a 80 metros de altitud, forma parte de los trazados de las siguientes líneas férreas:
- Línea férrea de ancho métrico de Palma a La La Puebla, originalmente de Palma a Artá y ramales a Felanich, La Puebla y Alaró, punto kilométrico 33,575.[2] Este kilometraje es el que predomina en la señalización.
- Línea férrea de ancho métrico Son Bordils (Enllaç) a La Puebla, punto kilométrico 0,0.[2]

El trazado es de vía única y está electrificado a 1500 V, si bien hacia la Palma es de vía doble.

## Historia

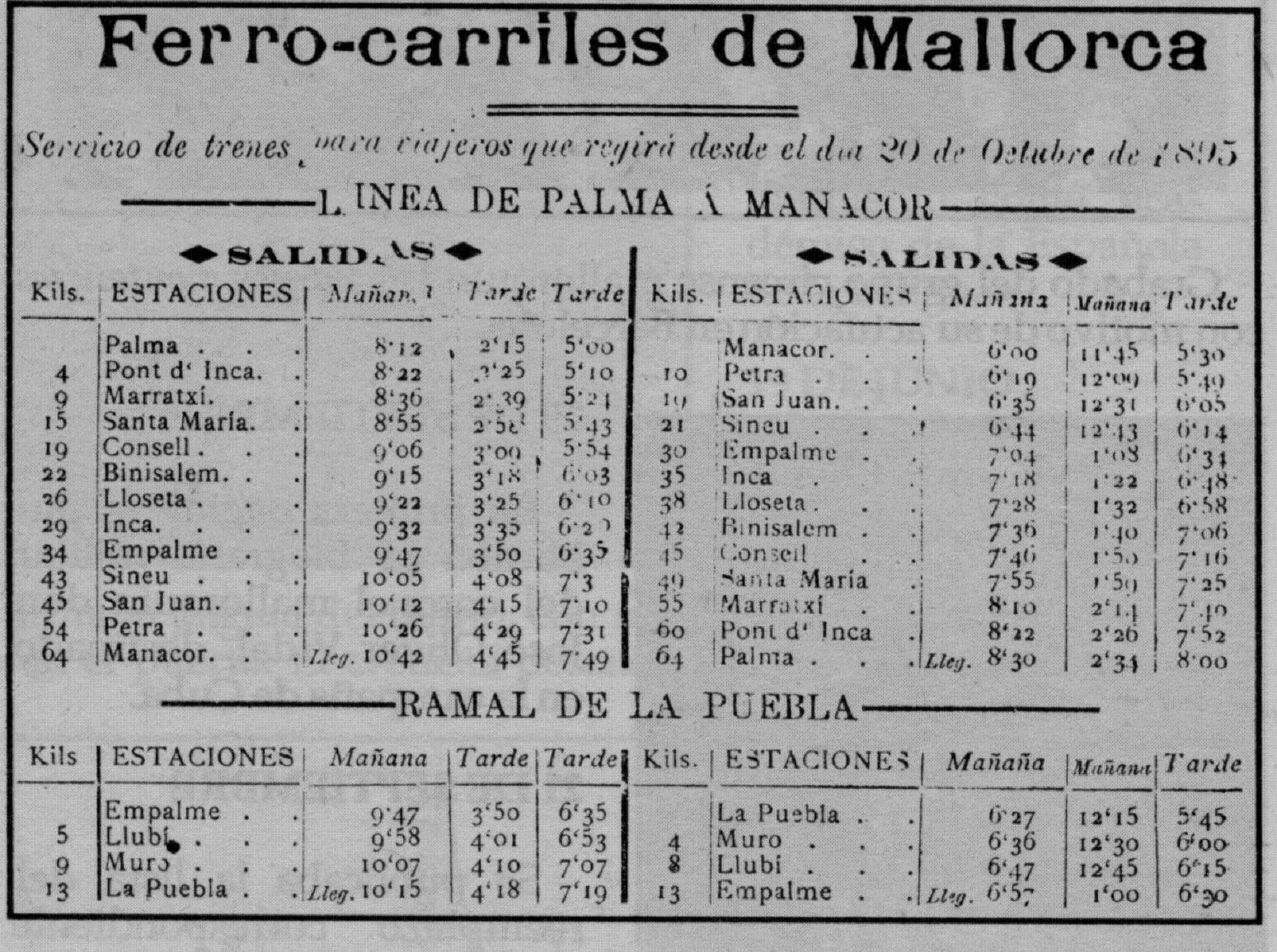
Horarios de 1895, donde aparece la estación de Empalme.

La estación fue inaugurada el 24 de octubre de 1878 con la puesta en marcha del ramal Son Bordils–La Puebla dentro de la línea Palma de Mallorca - Manacor. Cuando el ferrocarril llegó a La Puebla la estación estaba situada dentro del casco urbano, en la actual plaza del Tren. Su explotación inicial quedó a cargo de la Compañía de los Ferrocarriles de Mallorca quien también se hizo con la totalidad de la red ferroviaria mallorquina a excepción del Ferrocarril de Sóller. Inicialmente el ancho de la vía era de tres pies (914 mm). En 1902 se iluminó la estación con lámparas de acetileno. En 1941, al no ser la línea de ancho ibérico, la estación no fue nacionalizada y transferida a la recién creada RENFE, sino que pudo conservar su autonomía, al menos durante una década.  

### Bajo EFE y FEVE
El 1 de agosto de 1951 las líneas de los Ferrocarriles de Mallorca se nacionalizan y pasan a ser gestionados por Explotación de Ferrocarriles por el Estado (EFE). En 1956 comenzaron a circular los primeros automotores Ferrostaal traídos de Alemania. Fueron cuatro unidades de un solo coche que estuvieron en servicio hasta que fueron destruidas por un incendio diez años más tarde. El patrimonio ferroviario de Ferrocarriles de Mallorca quedó incorporado definitivamente al estado en 1959. EFE inició un proceso de sustitución de la tracción vapor por diésel, que supuso la eliminación de la tracción a vapor, cuyo último servicio aconteció el 12 de diciembre de 1964. Sin embargo, con la creación de FEVE la explotación quedó a cargo de nueva compañía estatal en 1964. El 28 de febrero de 1981 fue clausurado el tramo de Inca a La Puebla por falta de rentabilidad económica, lo que supuso el cierre de esta última estación.

### Bajo SFM
El 31 de marzo de 1994 la gestión de FEVE se traspasa al gobierno balear, por medio de los Serveis Ferroviaris de Mallorca (SFM) fundados el 14 de enero de ese mismo año.
En 1998 el Gobierno de las Islas Baleares inició las obras de reapertura de la línea de tren de Inca a La Puebla, que volvería a ver llegar al ferrocarril el 27 de diciembre de 2000. Con esta reapertura de la línea, el antiguo ancho de tres pies fue reconvertido en ancho métrico (1000 mm) o 3' 32/5".
Desde entonces, la estación la gestiona Serveis Ferroviaris de Mallorca (SFM) que explota un total de 77 kilómetros de vías en ancho métrico.

## La estación
Es la única de todas las existentes en la isla que se construyó para el servicio de ferrocarril y no para sus pasajeros. Su función principal es la de controlar el tráfico de trenes con destino a Manacor y La Puebla, siendo el edificio principal ocupado por el jefe de estación quien controla agujas y señales. Antiguamente había pocilgas, una placa giratoria para locomotoras y una extensa playa de vías. En 1902 se instaló la iluminación por lámparas de acetileno en la estación.
La estación se ubica en una zona donde no hay ninguna población ni acceso viario a las proximidades y que cumplía únicamente la función de enlace de las líneas hacia La Pobla y Manacor. El hecho de ser una estación de enlace condicionaba su estructura, las construcciones principales, edificio de viajeros, vivienda de auxiliares y servicios públicos se encontraban en el andén central. Tanto los edificios de viajeros como la vivienda eran originalmente de una sola planta, añadiendo posteriormente una segunda una planta. Ambos estaban cubiertos con un tejado a dos vertientes. Para el servicio que enlazaba con La Puebla se instaló una plataforma giratoria de locomotoras. 
En 2003 nuevamente pasa a hacer la función de enlace, al reabrirse también la línea a Manacor. Las instalaciones actuales consisten en tres vías, las dos generales a ambos lados del andén central y una vía de apartado sin acceso a andenes a la derecha de las vía, que debía conectar con una cochera que estaba planificada. La salida del andén se hace por un paso inferior, al que se accede por una rampa y que sale junto al edificio de viajeros, que queda a la izquierda de las vías, sobre un andén lateral que dejó de ser funcional.
En 2010 se inició la electrificación de la línea, completándose el proceso el 24 de febrero de 2012, aunque ya previamente, el 16 de febrero de 2012, se había inaugurado.
Se inició así una etapa en que los trenes eléctricos (serie 81) procedentes de Palma de Mallorca finalizan su trayecto en esta estación y los viajeros debían transbordar a trenes diésel (serie 61) para seguir el trayecto hacia La Puebla o Manacor.
En octubre de 2018 quedó concluida la electrificación de la línea desde Empalme a La Puebla y el 8 de enero de 2019 se hizo lo propio hasta Manacor. Esto supuso el fin de los trasbordos en la estación y el fin de facto de su utilidad práctica como enlace.

## Servicios ferroviarios

### Cercanías
Los trenes de la línea T2 de la red de Servicios Ferroviarios de Mallorca (SFM) hacen parada en la estación. Pese a formar parte del trazado de la T3, los trenes de este servicio no efectúan parada en la estación, lo que hace que las conexiones entre La Puebla tengan que ser realizadas en Inca para luego poder ir a Manacor, volviendo a pasar por esta estación.
Antiguamente, en esta estación, finalizaba el servicio de los trenes de la Serie 81 de SFM, por lo que los pasajeros que quisieran llegar a La Puebla y Manacor debían de hacer trasbordo, ya que los ramales a La Puebla y Manacor estaban sin electrificar. La frecuencia media es de un tren cada 40 minutos a una hora. Ésta se reduce a un tren cada hora en sábados, domingos y festivos. En general, el trayecto entre Empalme y el centro de Palma de Mallorca se realiza en 42 minutos.
| procedencia/destino | < estación | Línea | estación > | destino/procedencia |
| ------------------- | ---------- | ----- | ---------- | ------------------- |
| Palma de Mallorca   | Inca       |       | Llubí      | La Puebla           |